# Jakub Jindra
Jakub Jindra (2. nebo 3. února 1811 Litomyšl – 7. června 1876 Holice) byl rakouský římskokatolický duchovní a politik české národnosti z Čech, v 60. letech 19. století poslanec Českého zemského sněmu.

## Biografie
Studoval bohosloví. Roku 1834 byl vysvěcen na kněze. Do roku 1836 byl kaplanem v Litomyšli, následně působil v období let 1839–1853 jako katecheta ve Vysokém Mýtě. Od roku 1862 působil jako farář u svatého Jiří u Litomyšle. Od roku 1868 byl farářem v Holicích. Podle jiného zdroje byl od roku 1865 vikářem a kaplanem v Holicích. Měl titul konsistorního rady a vikáře pardubického. Byl také členem Dědictví sv. Jana Nepomuckého a Cyrila a Metoděje. Město Polička mu roku 1862 udělilo čestné občanství.
Patřil mezi vlastenecky orientované české kněze. Veřejně se angažoval během revolučního roku 1848. Byl řečníkem při slavnosti vyhlášení konstituce 20. března 1848 na náměstí ve Vysokém Mýtě. Na podzim 1849 se podílel na ukrývání Karla Havlíčka Borovského.
Po obnovení ústavního systému vlády počátkem 60. let se zapojil i do vysoké politiky. Po, co zemřel poslanec Ferdinand Hruška, byl v doplňovacích zemských volbách v Čechách v červnu 1862 Jindra zvolen na Český zemský sněm, kde zastupoval kurii městskou, obvod Litomyšl, Polička. Byl tehdy uváděn jako oficiální český kandidát (Národní strana, staročeská).
Zemřel v červnu 1876 ve věku 65 let.